# Gearbox

Schemat działania gearboxa AEG

Gearbox (ang. gear – przekładnia zębata) – mechanizm w karabinach AEG/EAG zbudowany zasadniczo ze szkieletu, silnika, przekładni zębatej, sprężyny pchającej tłok umieszczonej na prowadnicy, tłoka, cylindra, selektora (elementu odpowiedzialnego za wybór trybu ognia pojedynczego/ciągłego) oraz innych elementów. W replikach uznanych firm gearbox jest zbudowany prawie w całości z metalu. W "tanich replikach" na ogół jest on wykonany z plastiku.
Gearbox produkuje się w kilku wersjach. Oznaczone są one symbolami V.2, V.3 etc. Nie są to oznaczenia kolejnych wersji rozwojowych, więc nie można powiedzieć, że GB V.3 jest lepszy od V.2. Istnienie kilku wersji gearboksa wiąże się z różnicami w wymiarach różnych replik.

## Działanie
Po naciśnięciu spustu uruchamiany jest silnik, który poprzez trzy koła zębate przekazuje napęd na tłok. Tłokowe koło zębate jest uzębione jednostronnie. Strona z zębami odciąga tłok do tyłu wypełniając cylinder powietrzem. Gdy zęby się "kończą", sprężyna zamontowana za tłokiem wpycha go z dużą siłą do cylindra sprężając w nim powietrze, które kierowane jest do komory Hop - Up, a tam bezpośrednio na kulkę co powoduje wyrzucenie jej z przewodu lufy. Przy trybie ognia "auto" cykl jest powtarzany, aż do chwili puszczenia spustu. Przy trybie "semi" po oddaniu jednego strzału tłok pozostaje w stanie spoczynku.

## Tuning i modernizacja
Gearbox można tuningować i modernizować. Dostępne są części, które podnoszą moc gearboksa. W standardowym gearboksie można wymienić na mocniejsze: silnik, koła zębate, sprężynę tłoka i jej prowadnice, cylinder, tłok, głowice tłoka. Dostępne są pojedyncze elementy, oraz całe zestawy do tuningu replik ASG.